# Do ciebie gnam
Do ciebie gnam – pierwszy studyjny album zespołu Hetman pierwotnie wydany w 1990 na kasecie magnetofonowej. Reedycja albumu na CD wydana przez firmę Accord Song (numer katalogowy Accord Song 518) ukazała się w 2004 roku.

## Utwory
Strona A:
1. „Do ciebie gnam” – 5:53 (muz. J. Hertmanowski; sł. P. Kiljański)
2. „Tylko Rock N' Roll” – 4:47 (muz. J. Hertmanowski; sł. P. Kiljański)
3. „Okręt widmo” – 5:26 (muz. J. Hertmanowski; sł. P. Kiljański)
4. „Armia Zbawienia” – 5:24 (muz. J. Hertmanowski; sł. A. Matuszczak)

Strona B
1. „Duch” – 3:41 (muz i sł. J. Hertmanowski)
2. „Gloria” – 5:11 (muz i sł. J. Hertmanowski)
3. „Banita” (instrumentalny) – 3:54 (muz i sł. J. Hertmanowski)
4. „Obowiązek” – 3:50 (muz i sł. J. Hertmanowski)
5. „Dylemat” – 4:15 (muz. J. Hertmanowski; sł. P. Kiljański)

## Skład
- Jarosław „Hetman” Hertmanowski – gitara prowadząca, wokal wspierający
- Paweł Kiljański – śpiew
- Paweł Kulicki – gitara
- Jerzy Hanausek – gitara
- Marek Cioczek – gitara basowa
- Robert Kubajek – perkusja

gościnnie
- Piotr Bajus – w utworze 7 gitara
- Romuald Kamiński – w utworze 7 gitara basowa
- Krzysztof „Uriah” Ostasiuk – w utworach 2, 4, 5, 8, 9 śpiew